# Karel I. Brunšvicko-Wolfenbüttelský
Karel I. Brunšvicko-Wolfenbüttelský (1. srpna 1713, Braunschweig – 26. března 1780, Braunschweig), vévoda brunšvicko-üneburský (bevernská linie), vládl v letech 1735 až 1780 jako brunšvicko-wolfenbüttelský kníže.

## Život

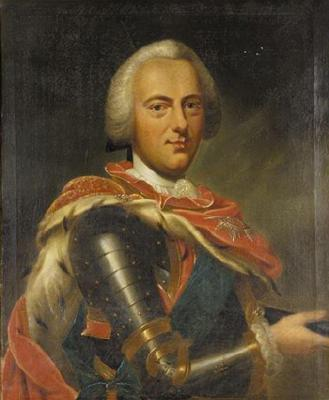
Karel I., Antoine Pesne

Karel se narodil jako nejstarší syn Ferdinanda Albrechta II. Brunšvicko-Wolfenbüttelského a jeho manželky Antonie Amálie Brunšvicko-Wolfenbüttelské. Předtím, než v roce 1735 zdědil po otci brunšvicko-wolfenbüttelské knížectví, bojoval pod Evženem Savojským proti Osmanské říši. Přes matku byl bratrancem královny a císařovny Marie Terezie.
Na návrh svého dvorního kazatele Johanna Friedricha Wilhelma Jerusalema založil v roce 1745 Collegium Carolinum, institut vyššího vzdělání (později technická univerzita v Braunschweigu). Také najal Gottholda Ephraima Lessinga jako knihovníka do vévodské knihovny Bibliotheca Augusta. Lorenz Heister z univerzity v Helmstedtu pojmenoval na jeho počest botanický rod Brunsvigia jako uznání jeho podpory botaniky a studia B. orientalis.
Karel se snažil podporovat ekonomický vývoj svého státu; například založil porcelánku Fürstenberg a zavedl povinné protipožární pojištění. Nepodařilo se mu však státní finance udržet pod kontrolou. V důsledku toho převzal v roce 1773 vládu jeho nejstarší syn Karel Vilém Ferdinand.
Když vypukla Americká revoluce, viděl kníže Karel příležitost doplnit vévodskou pokladnici pronájmem své armády Velké Británii. V roce 1776 podepsal vévoda Karel se svým bratrancem, britským králem Jiřím III. smlouvu o dodávkách vojsk pro službu britským armádám v Americe. Bylo odesláno 4000 vojáků pod vedením generála Friedricha Adolfa Riedesela. Brunšvičtí vojáci bojovali v armádě Johna Burgoynea v bitvě u Saratogy (1777), kde byli jako součást armády zajati. Zajatci byli propuštěni v roce 1783.
Karel I. Brunšvicko-Wolfenbüttelský zemřel 26. března 1780 v rodném Braunschweigu ve věku 66 let.

## Manželství a potomci
2. července 1733 se dvacetiletý Karel v Berlíně oženil s o tři roky mladší princeznou Filipínou Šarlotou, dcerou pruského krále Fridricha Viléma I. a jeho manželky Žofie Doroty Hannoverské. Za necelých 47 let manželství se jim narodilo několik dětí:
- Karel Vilém Ferdinand Brunšvicko-Wolfenbüttelský (9. října 1735 – 10. listopadu 1806), vévoda brunšvicko-wolfenbüttelský, ⚭ 1764 Augusta Frederika Hannoverská (31. července 1737 – 23. března 1813)
- Žofie Karolína Brunšvicko-Wolfenbüttelská (7. října 1737 – 22. prosince 1817), ⚭ 1759 Fridrich Braniborsko-Bayreuthský (10. května 1711 – 26. února 1763)
- Anna Amálie Brunšvicko-Wolfenbüttelská (24. října 1739 – 10. dubna 1807), ⚭ 1756 Arnošt August II. Sasko-Výmarsko-Eisenašský (2. června 1737 – 28. května 1758), vévoda sasko-výmarský a eisenašský
- Fridrich August Brunšvicko-Wolfenbüttelský (29. října 1740 – 8. října 1805), generál, kníže olešnický a bernštatský, ⚭ 1768 Frederika Žofie Šarlota Augusta Württemberská (1. srpna 1751 – 4. listopadu 1789)
- Albrecht Jindřich Brunšvicko-Wolfenbüttelský (1742–1761), svobodný a bezdětný
- Vilém Adolf Brunšvicko-Wolfenbüttelský (1745–1770), svobodný a bezdětný
- Alžběta Kristýna Ulrika Brunšvicko-Wolfenbüttelská (8. listopadu 1746 – 18. února 1840), ⚭ 1765 Fridrich Vilém II. (25. září 1744 – 16. listopadu 1797), budoucí pruský král, rozvedli se spolu v roce 1769
- Augusta Dorotea Brunšvicko-Wolfenbüttelská (2. října 1749 – 10. března 1810), abatyše v Gandersheimu
- Leopold Brunšvicko-Wolfenbüttelský (12. října 1752 – 27. dubna 1785), svobodný a bezdětný

Karel měl také jednoho nemanželského syna Kristiána Teodora von Pincier (1750–1824), adoptoval jej baron von Pincier ze Švédska.

## Vývod z předků
|                                     |                                                             |  |                                   |                                                      |  |  |  |  |  |  |  | Jindřich Brunšvicko-Dannenberský |
|                                     |                                                             |  |                                   |                                                      |  |  |  |  |  |  |  |                                  |
|                                     | August Brunšvicko-Wolfenbüttelský                           |  |                                   |                                                      |  |  |  |  |  |  |  |                                  |
|                                     |                                                             |  |                                   |                                                      |  |  |  |  |  |  |  |                                  |
|                                     |                                                             |  |                                   | Uršula Sasko-Lauenburská                             |  |  |  |  |  |  |  |                                  |
|                                     |                                                             |  |                                   |                                                      |  |  |  |  |  |  |  |                                  |
|                                     | Ferdinand Albrecht I. Brunšvicko-Wolfenbüttelsko-Bevernský  |  |                                   |                                                      |  |  |  |  |  |  |  |                                  |
|                                     |                                                             |  |                                   |                                                      |  |  |  |  |  |  |  |                                  |
|                                     |                                                             |  |                                   | Jan Albrecht II. Meklenburský                        |  |  |  |  |  |  |  |                                  |
|                                     |                                                             |  |                                   |                                                      |  |  |  |  |  |  |  |                                  |
|                                     | Alžběta Žofie Meklenburská                                  |  |                                   |                                                      |  |  |  |  |  |  |  |                                  |
|                                     |                                                             |  |                                   |                                                      |  |  |  |  |  |  |  |                                  |
|                                     |                                                             |  |                                   | Markéta Alžběta Meklenburská                         |  |  |  |  |  |  |  |                                  |
|                                     |                                                             |  |                                   |                                                      |  |  |  |  |  |  |  |                                  |
|                                     | Ferdinand Albrecht II. Brunšvicko-Wolfenbüttelský           |  |                                   |                                                      |  |  |  |  |  |  |  |                                  |
|                                     |                                                             |  |                                   |                                                      |  |  |  |  |  |  |  |                                  |
|                                     |                                                             |  |                                   | Mořic Hesensko-Kasselský                             |  |  |  |  |  |  |  |                                  |
|                                     |                                                             |  |                                   |                                                      |  |  |  |  |  |  |  |                                  |
|                                     | Fridrich Hesensko-Eschwegský                                |  |                                   |                                                      |  |  |  |  |  |  |  |                                  |
|                                     |                                                             |  |                                   |                                                      |  |  |  |  |  |  |  |                                  |
|                                     |                                                             |  |                                   | Juliana Nasavsko-Dillenburská                        |  |  |  |  |  |  |  |                                  |
|                                     |                                                             |  |                                   |                                                      |  |  |  |  |  |  |  |                                  |
|                                     | Kristýna Hesensko-Eschwegská                                |  |                                   |                                                      |  |  |  |  |  |  |  |                                  |
|                                     |                                                             |  |                                   |                                                      |  |  |  |  |  |  |  |                                  |
|                                     |                                                             |  |                                   | Kazimír Falcko-Zweibrückenský                        |  |  |  |  |  |  |  |                                  |
|                                     |                                                             |  |                                   |                                                      |  |  |  |  |  |  |  |                                  |
|                                     | Eleonora Kateřina Falcká                                    |  |                                   |                                                      |  |  |  |  |  |  |  |                                  |
|                                     |                                                             |  |                                   |                                                      |  |  |  |  |  |  |  |                                  |
|                                     |                                                             |  |                                   | Kateřina Švédská                                     |  |  |  |  |  |  |  |                                  |
|                                     |                                                             |  |                                   |                                                      |  |  |  |  |  |  |  |                                  |
| Karel I. Brunšvicko-Wolfenbüttelský |                                                             |  |                                   |                                                      |  |  |  |  |  |  |  |                                  |
|                                     |                                                             |  |                                   |                                                      |  |  |  |  |  |  |  |                                  |
|                                     |                                                             |  | August Brunšvicko-Wolfenbüttelský |                                                      |  |  |  |  |  |  |  |                                  |
|                                     |                                                             |  |                                   |                                                      |  |  |  |  |  |  |  |                                  |
|                                     | Anton Ulrich Brunšvicko-Wolfenbüttelský                     |  |                                   |                                                      |  |  |  |  |  |  |  |                                  |
|                                     |                                                             |  |                                   |                                                      |  |  |  |  |  |  |  |                                  |
|                                     |                                                             |  |                                   | Dorotea Anhaltsko-Zerbstská                          |  |  |  |  |  |  |  |                                  |
|                                     |                                                             |  |                                   |                                                      |  |  |  |  |  |  |  |                                  |
|                                     | Ludvík Rudolf Brunšvicko-Wolfenbüttelský                    |  |                                   |                                                      |  |  |  |  |  |  |  |                                  |
|                                     |                                                             |  |                                   |                                                      |  |  |  |  |  |  |  |                                  |
|                                     |                                                             |  |                                   | Fridrich Šlesvicko-Holštýnsko-Sønderbursko-Norburský |  |  |  |  |  |  |  |                                  |
|                                     |                                                             |  |                                   |                                                      |  |  |  |  |  |  |  |                                  |
|                                     | Alžběta Juliana Šlesvicko-Holštýnsko-Sonderbursko-Norburská |  |                                   |                                                      |  |  |  |  |  |  |  |                                  |
|                                     |                                                             |  |                                   |                                                      |  |  |  |  |  |  |  |                                  |
|                                     |                                                             |  |                                   | Eleonora Anhaltsko-Zerbstská                         |  |  |  |  |  |  |  |                                  |
|                                     |                                                             |  |                                   |                                                      |  |  |  |  |  |  |  |                                  |
|                                     | Antonie Amálie Brunšvicko-Wolfenbüttelská                   |  |                                   |                                                      |  |  |  |  |  |  |  |                                  |
|                                     |                                                             |  |                                   |                                                      |  |  |  |  |  |  |  |                                  |
|                                     |                                                             |  |                                   | Jáchym Arnošt Oettingenský                           |  |  |  |  |  |  |  |                                  |
|                                     |                                                             |  |                                   |                                                      |  |  |  |  |  |  |  |                                  |
|                                     | Albrecht Arnošt I. Oettingenský                             |  |                                   |                                                      |  |  |  |  |  |  |  |                                  |
|                                     |                                                             |  |                                   |                                                      |  |  |  |  |  |  |  |                                  |
|                                     |                                                             |  |                                   | Anna Dorotea z Hohenlohe-Neuensteinu                 |  |  |  |  |  |  |  |                                  |
|                                     |                                                             |  |                                   |                                                      |  |  |  |  |  |  |  |                                  |
|                                     | Kristýna Luisa Öttingenská                                  |  |                                   |                                                      |  |  |  |  |  |  |  |                                  |
|                                     |                                                             |  |                                   |                                                      |  |  |  |  |  |  |  |                                  |
|                                     |                                                             |  |                                   | Eberhard III. Württemberský                          |  |  |  |  |  |  |  |                                  |
|                                     |                                                             |  |                                   |                                                      |  |  |  |  |  |  |  |                                  |
|                                     | Kristýna Frederika Württemberská                            |  |                                   |                                                      |  |  |  |  |  |  |  |                                  |
|                                     |                                                             |  |                                   |                                                      |  |  |  |  |  |  |  |                                  |
|                                     |                                                             |  |                                   | Anna Kateřina ze Salm-Kyrburgu                       |  |  |  |  |  |  |  |                                  |
|                                     |                                                             |  |                                   |                                                      |  |  |  |  |  |  |  |                                  |